# Quintus Caecilius Metellus Numidicus
Quintus Caecilius Metellus, senere med agnomen Numidicus (d. 91 f.Kr.) var en romersk politiker, der var konsul i 109 f.Kr., censor i 102 f.Kr. og som var patron for Gaius Marius. Han er far til Quintus Caecilius Metellus Pius.
Han tilhørte optimaterne og blev ved deres hjælp konsul i 109 f.Kr.. Efter endt konsulembede fik han kommandoen i Jugurthakrigen, hvor han havde Gaius Marius med som legat. Det kom dog til et brud mellem dem, og Marius tog hjem for at blive konsul. Uden Marius' hjælp vandt han slaget ved Muthul og tog derefter til Rom, hvor han fejrede triumf for sejren og blev tildelt sit agnomen. Krigen blev dog først endeligt vundet, da Marius og Lucius Cornelius Sulla nogle år senere fangede Jugurtha.
Som censor prøvede han uden held at få Lucius Appulejus Saturninus udelukket fra senatet. Det førte til, at Saturninus som folketribun fik sendt Metellus i eksil, fordi han nægtede at sværge en ed, der gav Marius' veteraner land. Han døde i eksil.
1. ↑  Navnet er anført på engelsk og stammer fra Wikidata hvor navnet endnu ikke findes på dansk.
2. ↑  Navnet er anført på engelsk og stammer fra Wikidata hvor navnet endnu ikke findes på dansk.